# Semawung Kembaran
Semawung Kembaran is een bestuurslaag in het regentschap Purworejo van de provincie Midden-Java, Indonesië. Semawung Kembaran telt 1889 inwoners (volkstelling 2010).